# Divyanka Tripathi

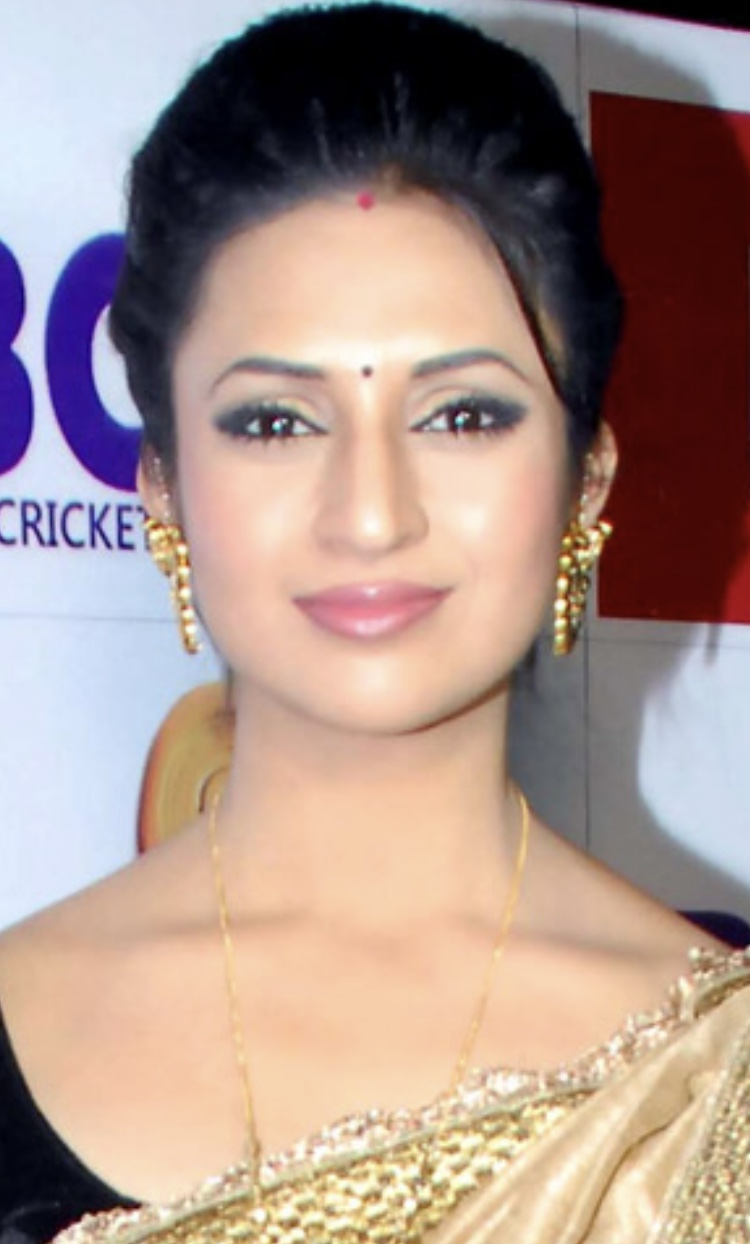
Divyanka Tripathi, 2014

Divyanka Tripathi (Hindi दिव्यांका त्रिपाठी; * 14. Dezember 1984 in Bhopal) ist eine indische Schauspielerin.

## Werdegang
Tripathi ist in der Hauptstadt von Madhya Pradesh, Bhopal, als eines von drei Kindern aufgewachsen. Sie arbeitete zunächst als Model in der Werbung. Ab 2006 spielte sie zunächst Vidya Partap Singh und später deren Reinkarnation Divya Shivdhar Upadhyay in der Seifenoper Banoo Main Teri Dulhann. Sie spielte auch die wichtige Rolle bei Intezaar (deu. Warten).